# 巴哈姆特電玩資訊站
巴哈姆特電玩資訊站，簡稱巴哈姆特或巴哈，是以ACG為主的台灣網路論壇與新聞網站，成立於1996年11月。其網站會員數在2025年3月超過600萬人，為全台灣流量前5大網站之一，也是華人最大的電玩動漫社群。最初以電子布告欄系統的形式建立，後改為網頁介面並提供ACG的討論區、資料庫、新聞、電玩節目、線上商城、動畫OTT平台等各式服務項目。每年皆會舉辦站聚、市集等實體活動。

## 歷史

### 成立

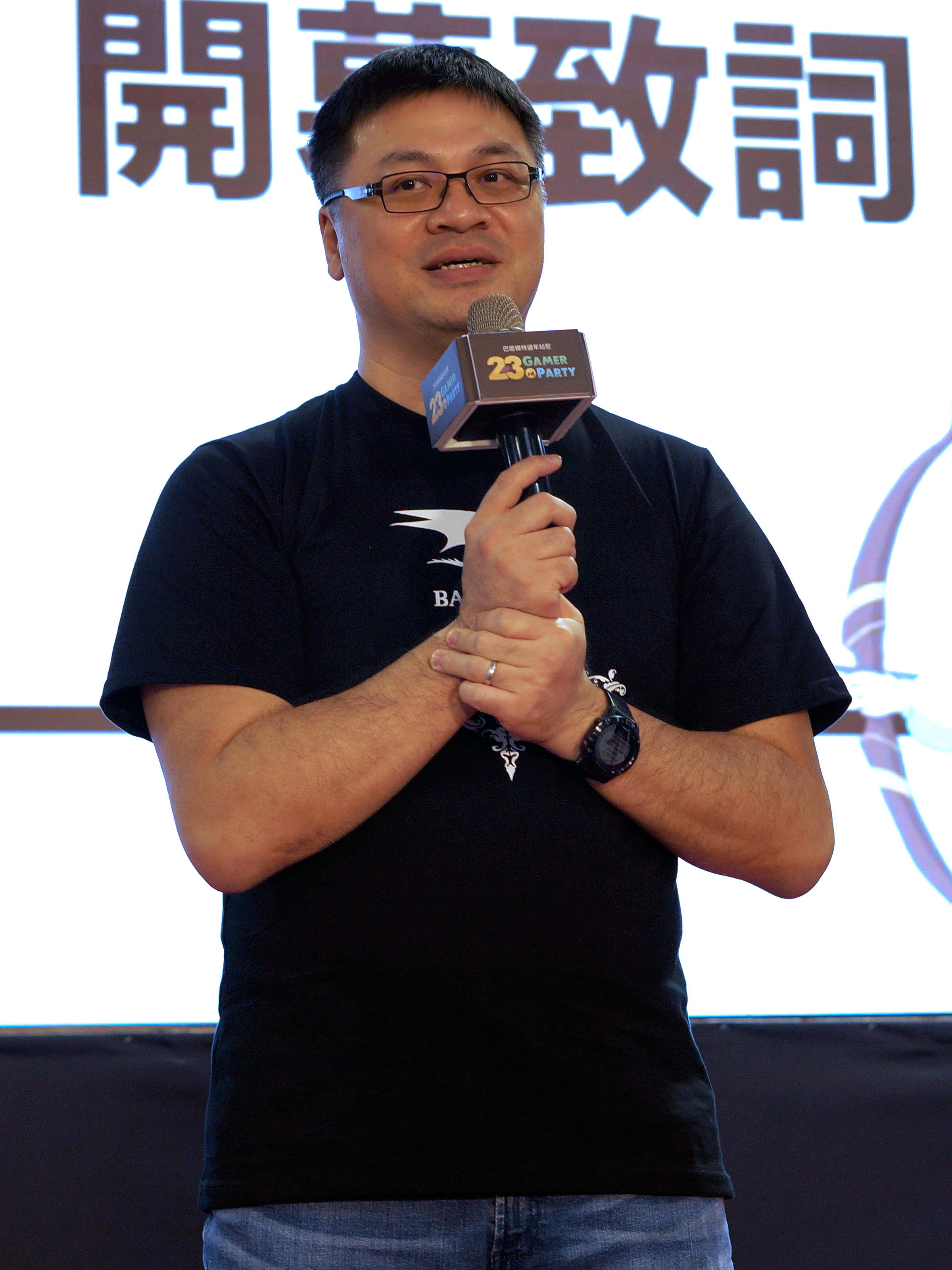
創辦人陳建弘

1996年10月28日，巴哈姆特電玩資訊站最初由國立中央大學學生陳建弘以電子布告欄系統的形式在台灣學術網路上建立；直到同年11月10日才正式宣布成立。網站名稱源自電子遊戲《最終幻想系列》中的龍形傳說生物「巴哈姆特」，網站標誌亦是以其在遊戲中的形象製作。1997年7月，因陳建弘的畢業與兵役問題，巴哈姆特伺服器從國立中央大學遷移至其朋友就讀的中華大學計算機中心。1999年11月巴哈姆特伺服器移出台灣學術網路並進行Web介面化。

### 商業化
1999年7月陳建弘在奇摩站擔任程式設計師5個月後離職，與多位合夥人於2000年2月24日在臺灣台北市成立「旺普網路資訊股份有限公司」負責巴哈姆特網站的營運，並陸續推出「G料庫（現為ACG 資料庫）」、「GNN新聞網」、「電玩通」等服務。同年9月21日轉型為營利性的網站，直到2001年11月才首次達成單月收支平衡。
GNN新聞網於2000年11月刊出首篇《夢幻之星網路版》遊戲新聞，現今包含各平台遊戲、動漫畫、輕小說與模型玩具的最新情報、展覽實況、專題報導等內容。2002年3月推出「巴哈商城」服務，宣告跨足電子商務。2003年成立廣告業務部和電子商務部，開始與各家遊戲公司合作提供電玩商品的販售服務和在網站投放商業廣告等方式，使收入逐漸穩定。

### 擴張
2007年4月《MTV電玩瘋》於音樂電視網（MTV）首次播出，但後因MTV的經營策略，而在同年10月正式結束節目製作。接著與華視聯合於2010年5月推出《超級電玩瘋》電玩節目，之後又因華視的經營因素，在同年11月結束此節目。巴哈姆特後於2010年12月推出自製的台灣第一個高畫質網路電玩節目《巴哈姆特電玩瘋》於網路平台YouTube首次播出，2014年4月起另於UDN TV網路電視台播出，也是巴哈姆特電玩資訊站首次嘗試以網路方式播出電玩節目。
站內聊天室系統之即時通訊平台「勇者召喚器」在2006年11月啟用；後於2018年2月由即時通訊軟體「哈哈姆特不EY」取代；「巴哈姆特 Now!」於2024年1月正式上線，將陸續取代「哈哈姆特不EY」。巴哈姆特的「手機版」和「APP」分別於2009年9月和2013年1月正式啟用。2016年1月線上動畫OTT平台「巴哈姆特動畫瘋」正式啟用。2018年9月「勇者動態牆」APP版正式上線，於2021年4月推出網頁版，提供個人化追蹤感興趣的遊戲、動漫與使用者的功能。2024年3月與欣亞數位合作推出「巴哈電腦硬體館」提供硬體設備交流討論、採購與售後服務。同年6月於哈啦區、創作等服務中提供貼圖功能，並設有「貼圖商店」。

## 服務
巴哈姆特電玩資訊站主要提供的服務亦有GNN新聞、哈啦區、巴哈姆特 Now!、動態牆、資料庫、電玩瘋、動畫瘋、創作/實況/公會大廳、巴哈商城、巴哈電腦硬體館、貼圖商店、勇者福利社等。

## 反響與評價
巴哈姆特電玩資訊站於1996年11月10日成立，其首日的上站人數為247人；直到1997年3月，陳建弘被邀請至卜學亮主持的《電玩大觀園》接受專訪，節目播出當天巴哈姆特上站人數高達3千多人，2001年1月底會員數突破至10萬人。2004年7月，創市際公司的「ARO網路測量研究」報告指出，巴哈姆特名列第20大網站，佔全台灣上網人口11.34%，每人平均瀏覽網頁數為148頁，為全台灣第4高之網站。2006年時，會員數已快速成長到65萬人，而單日不重複上站使用者數最高達216萬人，相當於臺港澳地區每13.8人就有1人瀏覽巴哈姆特。另在數位時代的報導中提到，巴哈姆特於2006年躋入全球200大網站；2007年為Alexa台灣網站排名第6，全球平均流量排名為137名。2009年成為Alexa台灣第三大網站。在資訊工業策進會2014年12月公告的台灣社群網站流量排名中，巴哈姆特位於第三名。
巴哈姆特為了推廣台灣動漫電玩研究風氣，2014年起與國立交通大學數位動畫文創學程的梁世佑教授合作，每年定期舉辦「御宅學術研討會暨巴哈姆特論文獎」，2021年之後改名為「ACG文化國際學術研討會暨巴哈姆特論文獎」。
巴哈姆特於2016年10月已達成240萬名的會員註冊數，累計登入次數達7億3,698萬次。其2019年的營收約2億新台幣，會員註冊人數增長至250萬人，大約每年增長4萬名會員。2021年開始與文化內容策進院合作，在ACG創作大賽中設立「文策院特別獎」。巴哈姆特凭借其提供的多元化服務，2022年的營收达約3億新台幣，每日活躍用戶約150萬人，每日瀏覽量高達2,500萬次。2024年12月的SimilarWeb全台網站排行榜，巴哈姆特為第5名，並於全台遊戲類網站排行中奪冠。截止到2025年3月，巴哈姆特會員數超過600萬人，也成為台灣流量前5大網站。
學者指出，巴哈姆特管理階層不干涉各討論區行政管理的原則，賦予各討論區半自治的權利。另一方面，巴哈姆特管理階層主要職責在於必須敏銳掌握目前市場的脈動，藉此制定網站未來的大方向，以及持續改進網站界面與增添新功能而跟上潮流。更重要的是，巴哈姆特的創辦者本身就是動漫遊戲的喜愛者。他們憑藉著對於市場運作與商機的了解，故得以創造出源源不盡的爆發力，引領巴哈姆特持續成長。雖然巴哈姆特是以電子遊戲為主的社群網站，但亦有提供各式各樣的討論區，如輕小說、電腦應用、綜合公仔玩具等討論區，而吸引對於不同主題感興趣的使用者，前來網站搜尋或討論相關內容。在學術研究上，曾以巴哈姆特的高流量特性，藉此收集大量資訊進行相關研究。

## 活動

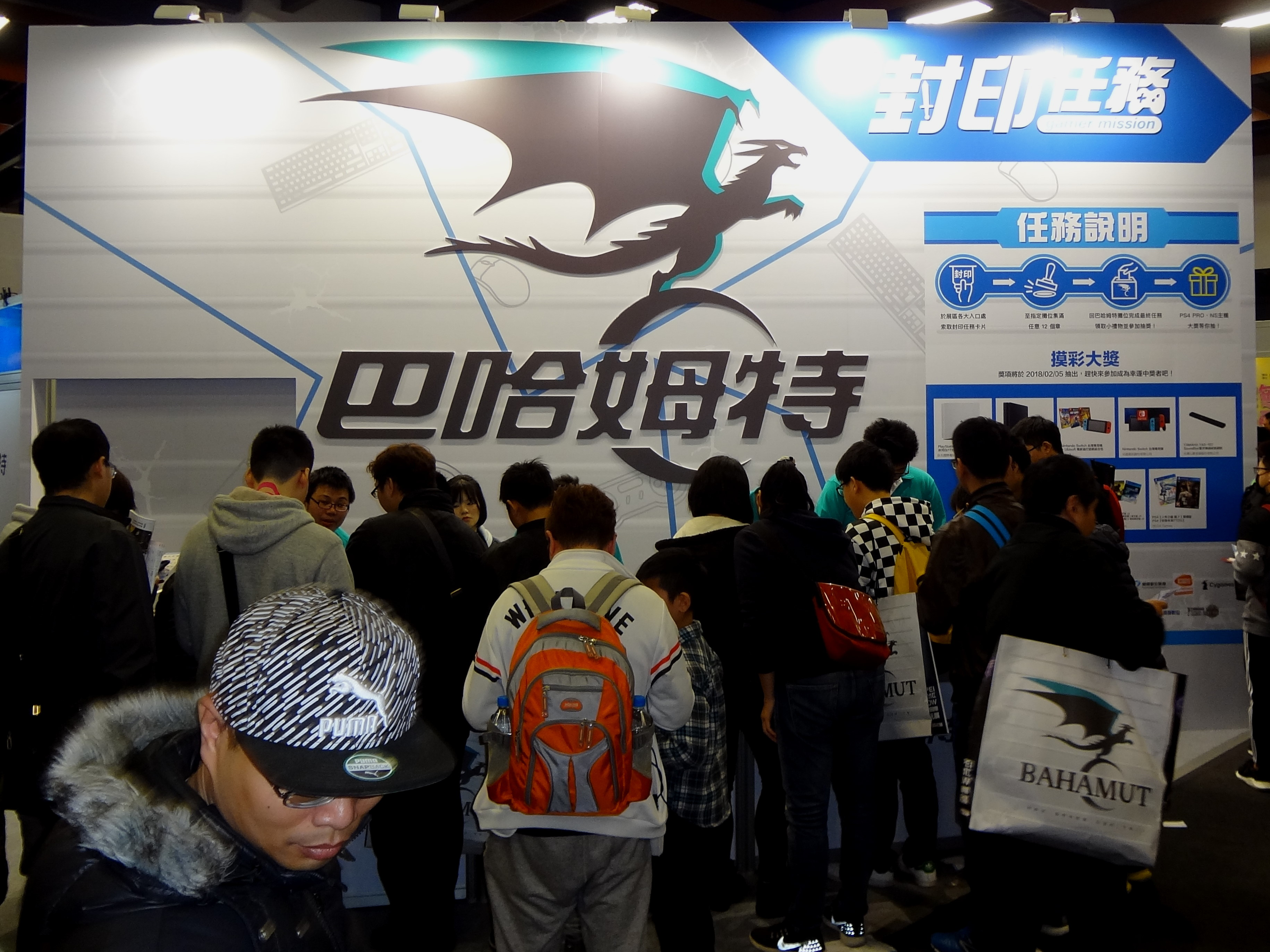
巴哈姆特在2018年台北國際電玩展的攤位

《巴哈姆特電玩瘋》採訪鋼彈模型博覽會的情形

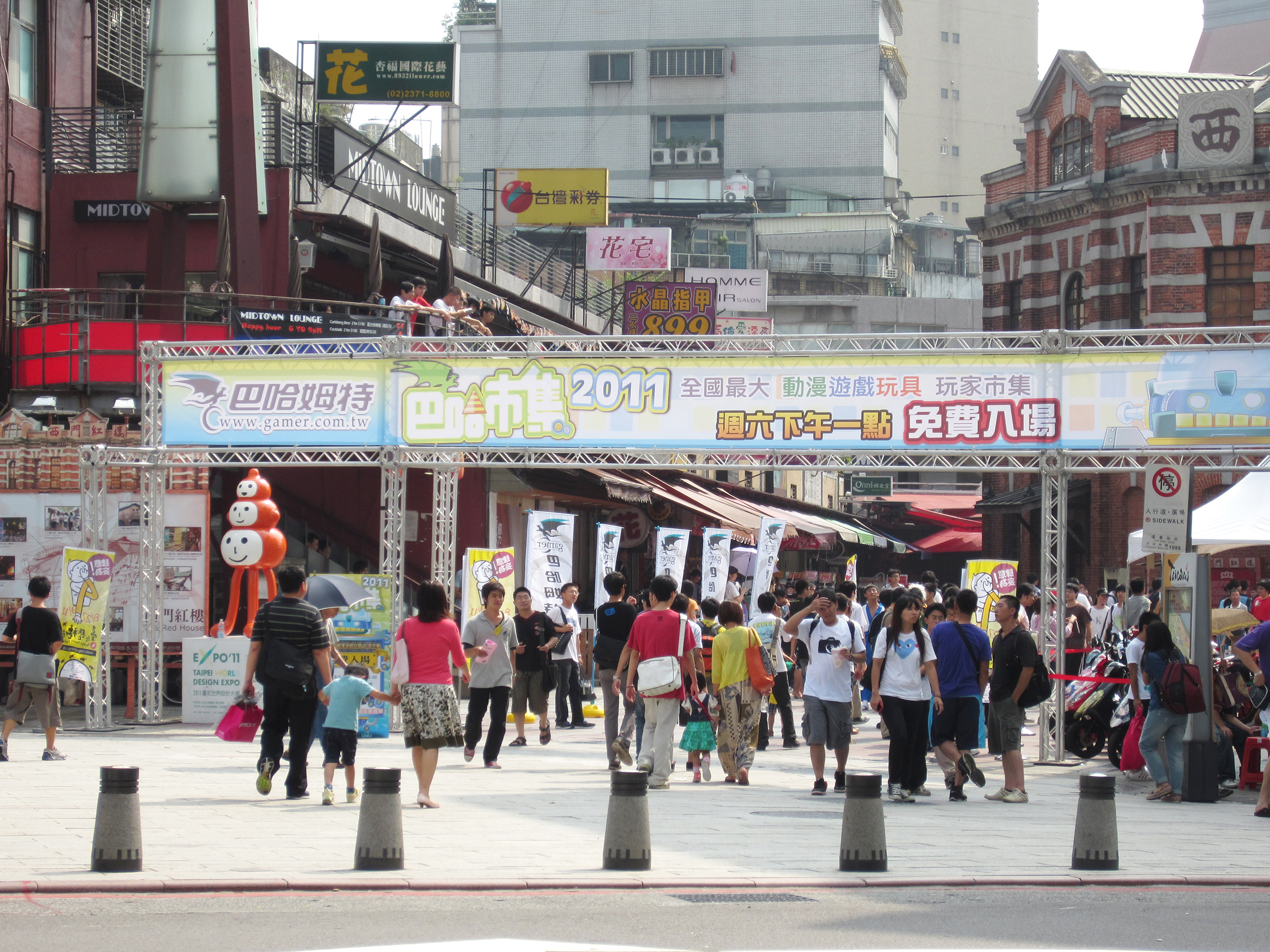
在西門紅樓廣場的2011巴哈市集

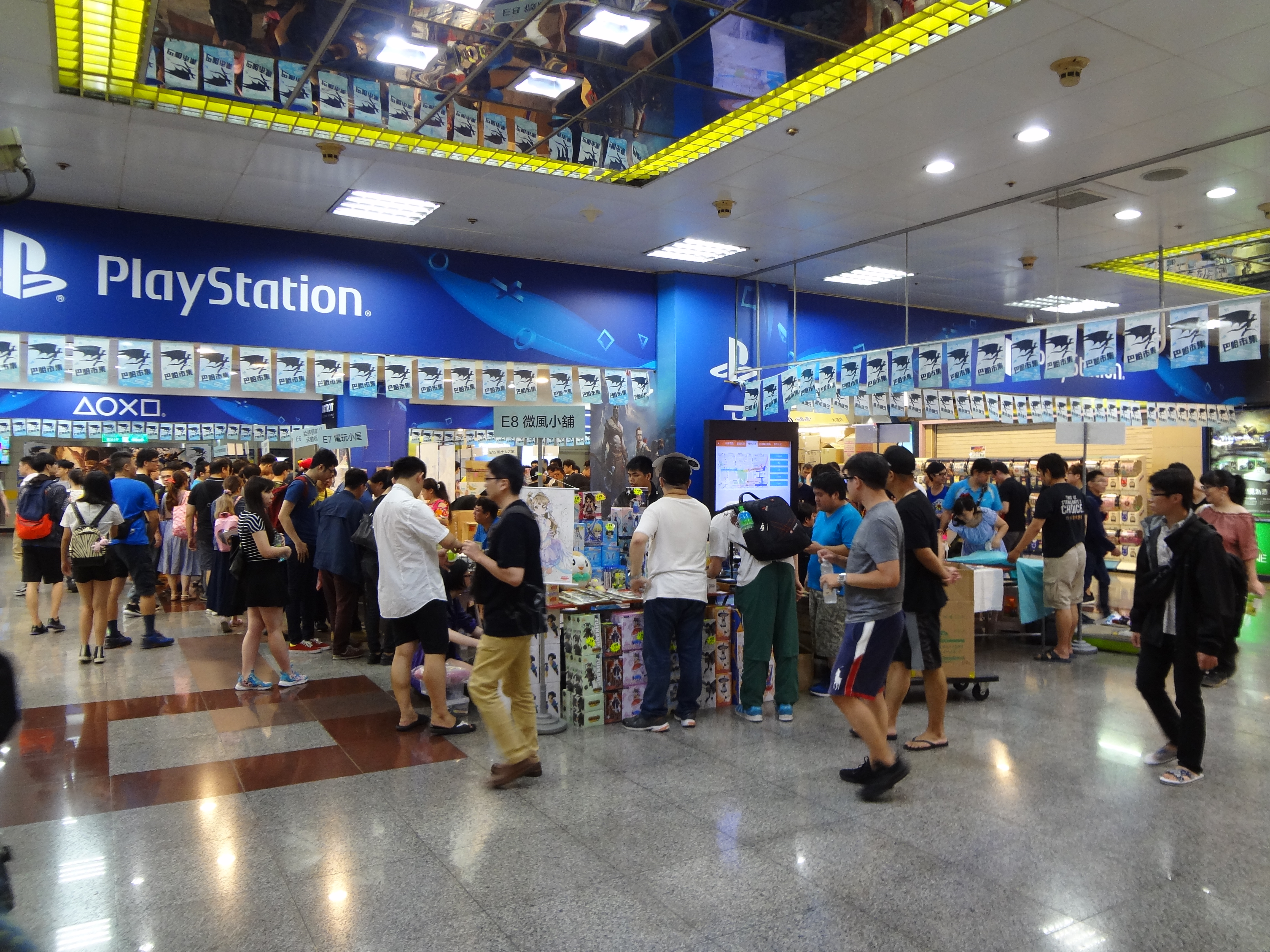
在台北地下街的2018巴哈市集

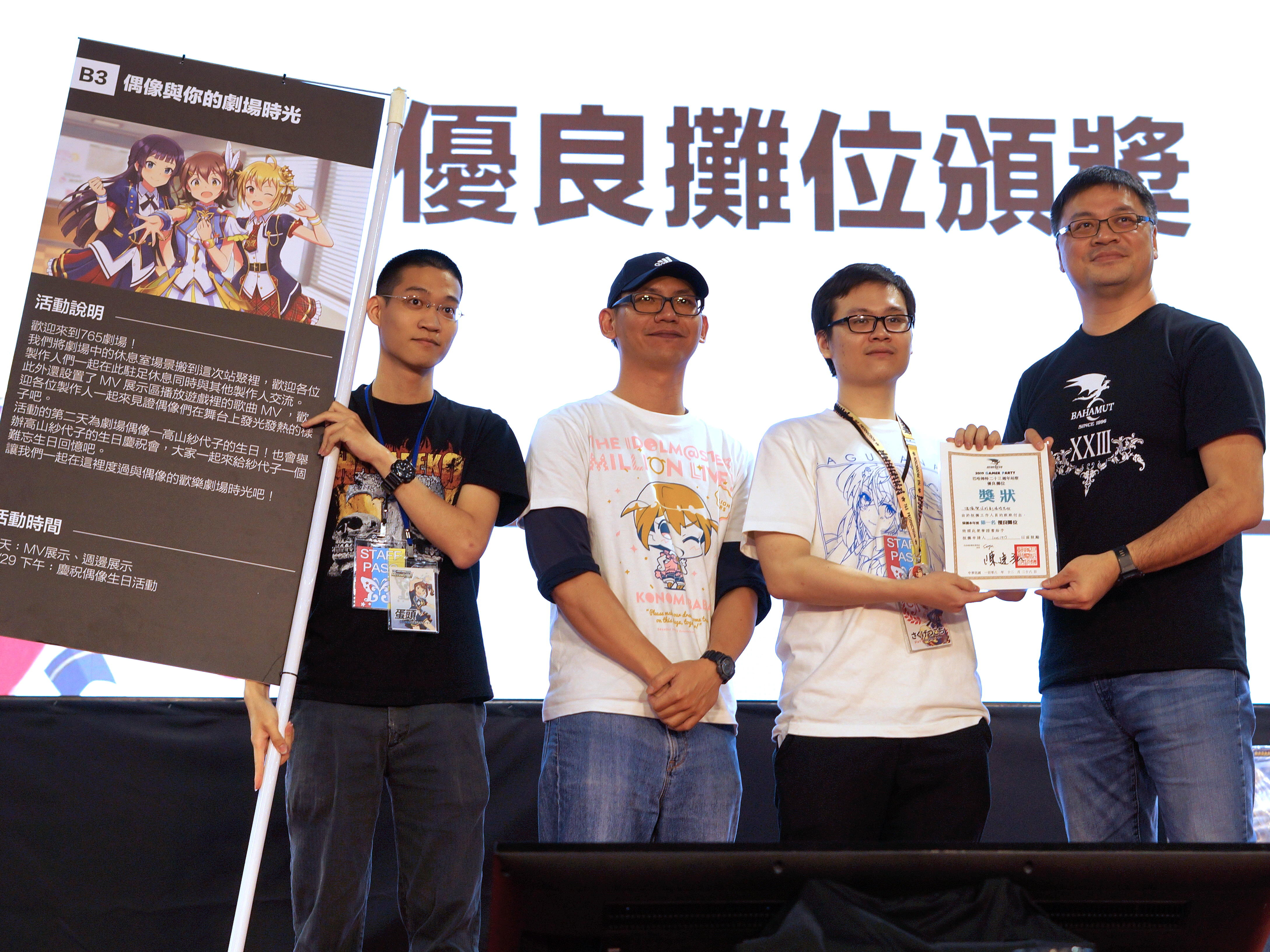
2019年23週年站聚優良攤位頒獎情形

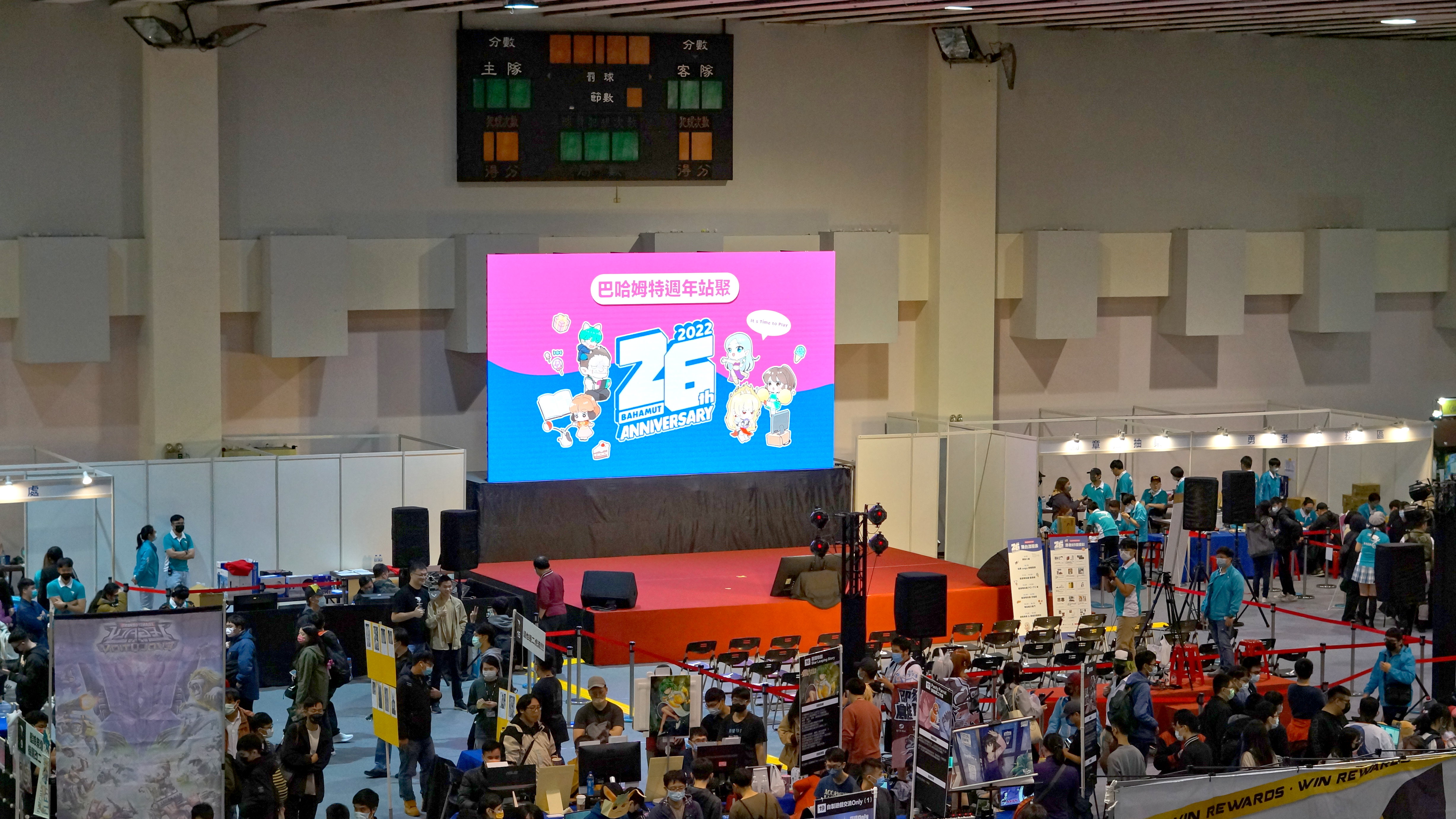
國立臺灣大學綜合體育館內的2022年26週年站聚

巴哈姆特的初期定位即為電玩網路論壇，但受限於當時台灣網際網路普及率，站上大多為大專院校學生，使用者年齡相近且結構單純。因此，創站初期前幾年的「站聚」，皆為使用者與看板管理人員的私人性小型聚會。2000年10月起，往後皆由站方主辦站聚、市集等系列活動。
原是四週年站聚活動之一的電玩跳蚤市場「潑墨祭」，自從2001年起獨立成一個活動，分為跳蚤市場和競標活動。後於2008年7月19日起改名為「巴哈市集」，主要為二手動漫、遊戲、玩具的交易市集，以及二創同人周邊的創意商品販售。因反應熱烈，之後的每年皆有舉辦巴哈市集且攤位數已超過600個。

### 歷年活動列表

#### 站聚
| 名稱               | 日期               | 地點                       | 來源          |
| ------------------ | ------------------ | -------------------------- | ------------- |
| 巴哈姆特四週年站聚 | 2000年10月28日     | 國立臺灣師範大學綜合大樓   | [ 46 ]        |
| 巴哈姆特五週年站聚 | 2002年2月3日       | 國立臺北大學民生校區育樂館 | [ 47 ]        |
| 巴哈姆特六週年站聚 | 2003年1月26日      | 國立臺北大學民生校區育樂館 | [ 48 ]        |
| 巴哈姆特七週年站聚 | 2004年1月17日      | 國立台灣師範大學操場       | [ 49 ]        |
| 巴哈姆特八週年站聚 | 2005年1月29日      | 國立臺灣大學綜合體育館     | [ 50 ]        |
| 巴哈姆特九週年站聚 | 2006年1月21日      | 國立臺灣大學綜合體育館     | [ 51 ]        |
| 巴哈姆特十週年站聚 | 2006年12月2日      | 國立臺灣大學綜合體育館     | [ 42 ]        |
| 巴哈姆特11週年站聚 | 2007年12月29日     | 國立臺灣大學綜合體育館     | [ 52 ]        |
| 巴哈姆特12週年站聚 | 2008年12月13日     | 國立臺灣大學綜合體育館     | [ 19 ] [ 11 ] |
| 巴哈姆特13週年站聚 | 2009年12月19日     | 華山1914文化創意產業園區   | [ 19 ] [ 11 ] |
| 巴哈姆特14週年站聚 | 2010年12月25日     | 國立臺灣大學綜合體育館     | [ 19 ] [ 11 ] |
| 巴哈姆特15週年站聚 | 2011年12月17日     | 國立臺灣大學綜合體育館     | [ 19 ] [ 11 ] |
| 巴哈姆特16週年站聚 | 2012年12月8日      | 國立臺灣大學綜合體育館     | [ 53 ]        |
| 巴哈姆特17週年站聚 | 2013年12月21日     | 國立臺灣大學綜合體育館     | [ 54 ]        |
| 巴哈姆特18週年站聚 | 2014年11月30日     | 國立臺灣大學綜合體育館     | [ 55 ]        |
| 巴哈姆特19週年站聚 | 2015年12月19日     | 國立臺灣大學綜合體育館     | [ 56 ]        |
| 巴哈姆特20週年站聚 | 2016年12月18日     | 國立臺灣大學綜合體育館     | [ 57 ]        |
| 巴哈姆特21週年站聚 | 2017年12月16日     | 國立臺灣大學綜合體育館     | [ 58 ]        |
| 巴哈姆特22週年站聚 | 2018年12月15至16日 | 花博公園爭豔館             | [ 59 ]        |
| 巴哈姆特23週年站聚 | 2019年12月28至29日 | 花博公園爭豔館             | [ 60 ]        |
| 巴哈姆特24週年站聚 | 2020年12月28至29日 | 線上現場直播               | [ 61 ]        |
| 巴哈姆特25週年站聚 | 2021年12月18日     | 線上現場直播               | [ 62 ]        |
| 巴哈姆特26週年站聚 | 2022年12月10日     | 國立臺灣大學綜合體育館     | [ 63 ]        |
| 巴哈姆特27週年站聚 | 2023年11月11日     | 花博公園爭豔館             | [ 64 ]        |
| 巴哈姆特28週年站聚 | 2024年11月9至10日  | 花博公園爭豔館             | [ 65 ]        |
| 巴哈姆特29週年站聚 | 2025年12月27日     | 花博公園爭豔館             | [ 66 ]        |

#### 市集
| 名稱         | 日期                               | 地點                   | 來源   |
| ------------ | ---------------------------------- | ---------------------- | ------ |
| 第一屆潑墨祭 | 2001年1月28日                      | 台北地下街             | [ 43 ] |
| 第二屆潑墨祭 | 2002年7月13日                      | 台北地下街             | [ 67 ] |
| 第三屆潑墨祭 | 2003年8月22至26日                  | 台北世界貿易中心一館   | [ 68 ] |
| 巴哈市集     | 2008年7月19日                      | 台北西門町西門紅樓廣場 | [ 44 ] |
| 2009巴哈市集 | 2009年7月18日                      | 台北西門町西門紅樓廣場 | [ 69 ] |
| 2010巴哈市集 | 2010年7月17日                      | 台北西門町西門紅樓廣場 | [ 70 ] |
| 2011巴哈市集 | 2011年9月3日                       | 台北西門町西門紅樓廣場 | [ 71 ] |
| 2012巴哈市集 | 2012年8月4日                       | 台北地下街             | [ 72 ] |
| 2013巴哈市集 | 2013年8月3日                       | 台北地下街             | [ 73 ] |
| 2014巴哈市集 | 2014年7月26日                      | 台北地下街             | [ 74 ] |
| 2015巴哈市集 | 2015年7月25日                      | 台北地下街             | [ 75 ] |
| 2016巴哈市集 | 2016年7月2日                       | 台北地下街             | [ 76 ] |
| 2017巴哈市集 | 2017年7月8日                       | 台北地下街             | [ 77 ] |
| 2018巴哈市集 | 2018年7月7至8日                    | 台北地下街             | [ 78 ] |
| 2019巴哈市集 | 2019年7月6至7日                    | 台北地下街             | [ 79 ] |
| 2020巴哈市集 | 2020年8月8至9日 因COVID-19疫情停辦 | 台北地下街             | [ 80 ] |
| 2021巴哈市集 | 2021年8月上旬 因COVID-19疫情停辦   | 台北地下街             | [ 81 ] |
| 2022巴哈市集 | 2022年7月9至10日                   | 台北地下街             | [ 82 ] |
| 2023巴哈市集 | 2023年7月8至9日                    | 台北地下街             | [ 83 ] |
| 2024巴哈市集 | 2024年7月13至14日                  | 台北地下街             | [ 84 ] |
| 2025巴哈市集 | 2025年7月5至6日                    | 台北地下街             | [ 85 ] |

## 相關事件
2020年10月21日，警方破獲戀童癖群組，一名帳號暱稱為「CIA熊頭局長」的林姓男子利用巴哈姆特號召網友加入其Line私密群組，散播兒童色情內容，遭逮捕。2021年3月，由於旭光高中性侵案，場外休憩區出現大量違反《兒童及少年福利與權益保障法》的文章，巴哈姆特遭南投縣政府依違反該法第46條第3項規定，裁罰新臺幣6萬元，並於同年3月23日宣布，即日起將會把違反法規的文章全部刪除。同年6月，場外休憩區網友散播關於日本外相的假訊息，遭到函送臺灣士林地方檢察署偵辦。同年7月底，法院裁定不罰。
中華民國國家通訊傳播委員會（NCC）於2022年8月18日舉辦《數位中介服務法》草案的第三場公開說明會中，巴哈姆特副執行長陳建仁指出：「作為原生社群平台，針對言論自由相關規定，業者無所適從。」批踢踢、Dcard、Mobile 01等多家業者也表示實務上窒礙難行，故會後NCC將根據業者看法，持續調整中介法內容。
2023年11月11日，由巴哈姆特在台北市花博公園爭豔館所舉辦的27週年站聚活動上，店家「方舟玩具」發現貨架上展示價值高達5,500元的特製版哥吉拉公仔遭竊，而其他店家在攤位展出的CD、公仔以及擺飾也被偷走。經店家們報警後，警方已鎖定特定涉案對象，會儘速將竊賊繩之以法，並追查遭竊物品的下落。

## 外部連結
- 维基共享资源上的相關多媒體資源：巴哈姆特電玩資訊站
- 官方网站  （繁體中文）（页面存档备份，存于）